# Robert de Mandagout
Robert de Mandagout (ou Mandagot), neveu du cardinal Guillaume de Mandagout, est évêque de Marseille de 1344 à 1358.

## Biographie
Robert de Mandagout fut comme son oncle le cardinal Guillaume de Mandagout, docteur en droit canon. Il était prévôt de l’église d’Uzès lorsqu’il fut choisi par le pape le 13 septembre 1344 pour être évêque de Marseille seulement trois jours après le décès de son prédécesseur Jean Gasc. Dès le 23 septembre 1344 il envoie son frère Hugues de Mandagout, chanoine d’Aix-en-Provence, présenter ses bulles de nomination aux chanoines de Marseille. Il réside régulièrement dans son diocèse à l’exception d’un pèlerinage à Rome effectué en 1350. Il rendit deux fois hommage à la reine Jeanne Ire de Naples : une première fois le 15 août 1346 au couvent Saint-Louis à Marseille, une seconde fois le 15 juin 1351 à Aix-en-Provence car la reine Jeanne s’était remariée et avait donné le titre de roi à son second mari Louis de Tarente.
Robert de Mandagout se préoccupa de ses devoirs temporels de seigneur. La fin de son épiscopat fut marquée par deux manifestations tumultueuses. Tout d’abord l’évêque voulant exiger la dîme à Marseille contrairement aux usages anciens, le conseil de la ville fit occuper le palais épiscopal par des troupes armées. Plus grave fut la révolte des habitants de la seigneurie de Saint-Cannat qui livrèrent le château aux bandes armées d’Amiel des Baux associé au fameux routier Arnaud de Cervole surnommé « l’archiprêtre ». Les biens de l’évêque furent mis à sac et Robert de Mandagout ne put en reprendre possession.
La date exacte de sa mort n’est pas connue mais se situe en 1359.